# Blutrache in New York
Blutrache in New York (Originaltitel: Black Hand) ist ein US-amerikanischer, von Metro-Goldwyn-Mayer produzierter Film noir Mafiakrimi aus dem Jahr 1950, über eine spezielle Methode der Erpressung im ersten Jahrzehnt des 20. Jahrhunderts, welche Black Hand genannt wird.

## Handlung
Um sich für die Ermordung seines Vaters durch die örtliche Schutzgeldmafia zu rächen, unterbricht Columbo sein Jurastudium und reist nach New York. Er kann jedoch alleine nichts gegen diesen mächtigen Gegner ausrichten und verbündet sich daher mit einem ehrlichen Polizisten, der seit Jahren Beweise gegen die Gangster sammelt.